# Ferrovia Bologna-Firenze (direttissima)
La ferrovia Bologna-Firenze, conosciuta storicamente come Direttissima, è una linea ferroviaria italiana che collega Bologna a Prato e Firenze, valicando l’Appennino tosco-emiliano nella Grande galleria dell'Appennino. È gestita dal 2001 da Rete Ferroviaria Italiana.

## Storia
Il primo e importante collegamento diretto tra le ferrovie toscane e la dorsale padano-adriatica venne realizzato nel 1864 quando fu aperta la linea ferroviaria di valico Porrettana tra Bologna e Pistoia. Il successo del nuovo itinerario fu immediato ma ci si rese subito conto che l'ardita linea, pur superando il secolare ostacolo costituito dagli Appennini, era inadeguata alle richieste di traffico che in breve tempo erano divenute elevate. E la linea, a binario unico, con elevate pendenze e con una Galleria dell'Appennino che si era rivelata terribile per la trazione a vapore, non permetteva alcun ulteriore sviluppo di traffico.
I progetti di ulteriori valichi si susseguirono a getto continuo, e furono realizzate, nel 1892, la Pontremolese per intercettare il traffico verso sud a Parma e, nel 1893, la Faentina come alternativa a Faenza ma sia le nuove realizzazioni sia gli studi proposti soffrivano del solito problema di base: erano linee di montagna, quindi tortuose, a binario unico, soggette ai capricci del tempo nei mesi invernali.
Gli anni passavano, la richiesta di traffico aumentava ma per fortuna aumentava anche la capacità tecnica di perforare gallerie sempre più lunghe, quindi si potevano studiare percorsi più diretti con minore quota di valico.

Il progetto di tracciato della direttissima pubblicato nel 1934

Nel 1882 il progettista della Porrettana, l'ingegner Jean Louis Protche, venne incaricato dagli enti interessati direttamente al nuovo collegamento ferroviario di esaminare alcuni progetti tra cui uno risalente al 1871, dell'ingegnere Antonio Zannoni, che proponeva una direttrice di attacco della nuova linea più ad est allo scopo di abbassare la quota di valico.
Il Protche scelse un itinerario diverso passante per le vallate dei fiumi Setta e Bisenzio e il superamento dell'Appennino con una galleria di 18.032 m, con quota di valico a 323 m e pendenza massima del 12 per mille.
Nel 1902 venne istituita un'apposita commissione, la Commissione Colombo, per studiare le molteplici proposte degli ingegneri, Zannoni, Protche, Sugliano, De Gaetani, Naldoni e Mercanti. Nel 1908 il governo dispose con la legge 444 uno stanziamento di 150 milioni di lire per gli studi definitivi per la costruzione dell'opera. L'approvazione del progetto definitivo della Direttissima comunque si trascinò tra discussioni e dibattiti fino al 1911.
Il progetto infine approvato fu quello con un tracciato a doppio binario e trazione elettrica, stazioni molto distanziate l'una dall'altra, 31 gallerie, che da sole costituiscono il 37% del percorso, e numerosi viadotti.

### Realizzazione
I lavori, spesso su terreni instabili, si protrassero dal 1913 al 1934, rallentati dalla prima guerra mondiale, crisi economiche e politiche e dalla complessità dell'opera. La sola Grande Galleria dell'Appennino con i suoi 18,5 chilometri richiese 11 anni di lavori e soppiantò per lunghezza (permessa dall'avvento della trazione elettrica) la precedente Galleria dell'Appennino, la prima galleria ferroviaria transappenninica sita sulla Porrettana. Da qui la necessità di rinominarla "Grande" per diversificarla dalla "piccola antesignana" di soli 2.727 m costruita ai tempi delle vaporiere.

Cantiere sotterraneo nel 1934 della Direttissima nei pressi della stazione di Precedenze, nella Grande Galleria dell'Appennino

I cantieri, ed in particolare la galleria centrale, furono funestati da molti incidenti mortali e lasciarono in eredità un lungo strascico di malati di silicosi; nonostante tutto costituirono anche un momento di riscatto per gli abitanti delle montagne, spesso costretti all'emigrazione.
Il 22 aprile 1934 la linea era aperta al traffico: costituiva un vanto per l'Italia ed era una rivoluzione per i collegamenti, così come 70 anni prima lo era stata la Porrettana.

### Primati

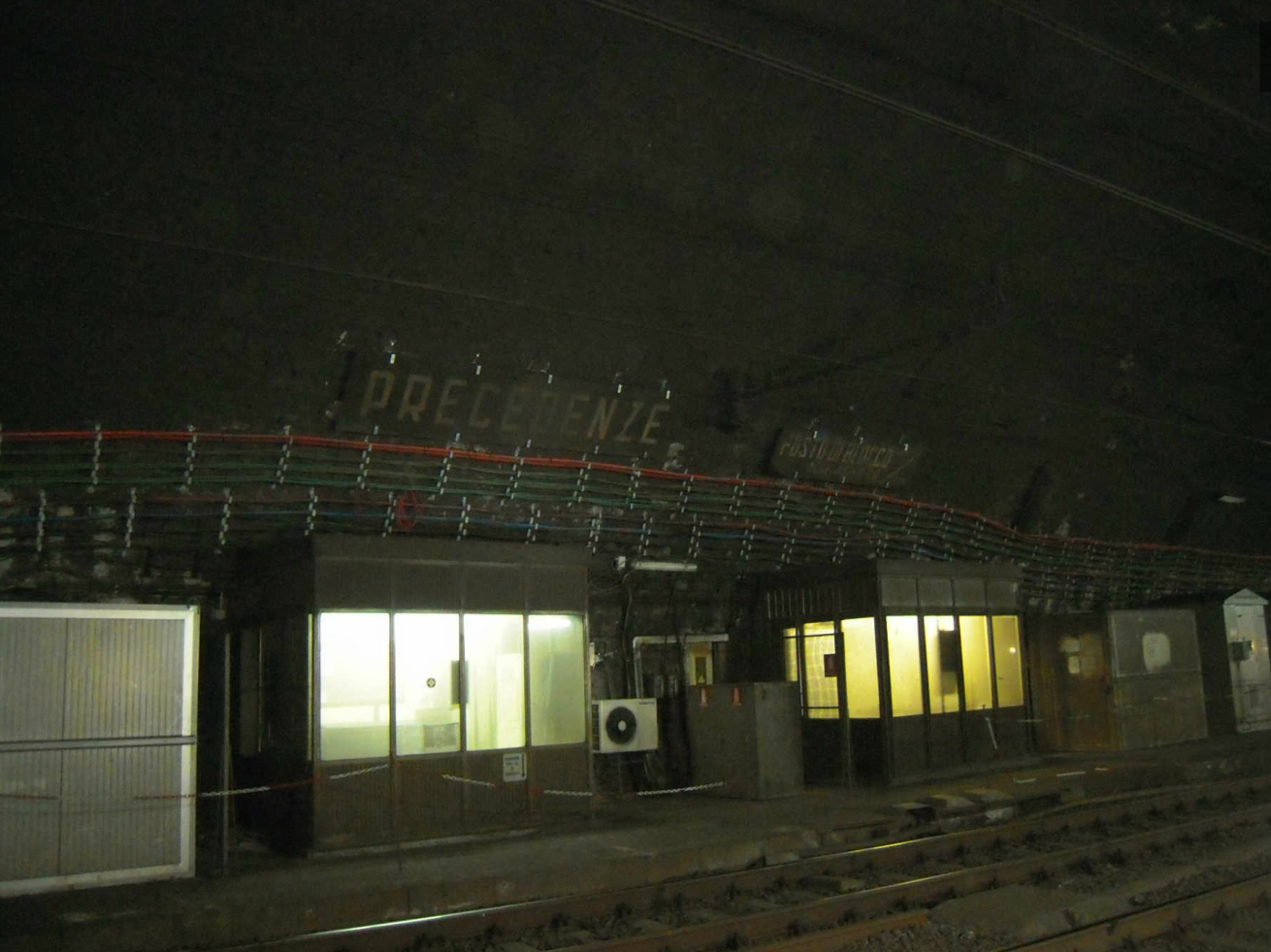
La stazione di Precedenze, chiusa al traffico viaggiatori dagli anni sessanta

La galleria dell'Appennino era la seconda del mondo come lunghezza, solo 1300 metri meno del Sempione, e resta tutt'oggi tra le prime 20 al mondo, superata solo alla fine del XX secolo dalle realizzazioni contemporanee, mediante TBM, anche superiori ai 50 chilometri.
Rimane rara seppur non unica la stazione sotterranea, denominata Precedenze e dismessa negli anni sessanta per motivi di sicurezza e scarsità di traffico. Destinata principalmente al sorpasso dei convogli lenti, disponeva di due binari di precedenza lunghi 450 metri scavati in gallerie parallele al tunnel principale. Era comunque adibita anche al traffico passeggeri locale, collegata con l'esterno da un tunnel inclinato di 27 gradi sull'orizzonte, attrezzato con ben 1836 gradini; percorrendolo si sbucava in località Ca' di Landino, borgo sito nel comune di Castiglione dei Pepoli, edificato ad hoc per accogliere gli operai addetti allo scavo. La denominazione attuale è "Posto di Comunicazione Precedenze".

## Caratteristiche
| Continuation backward |

|  | Unknown route-map component "ABZg+l" | Unknown route-map component "CONTfq" |

| Unknown route-map component "CONTgq" | Unknown route-map component "ABZg+lr" | Unknown route-map component "CONTfq" |

| Station on track |

| Unknown route-map component "uexCONTgq" | Unknown route-map component "emKRZu" | Unknown route-map component "uexCONTfq" |

| Unknown route-map component "CONTgq" | Unknown route-map component "ABZglr" | Unknown route-map component "CONTfq" |

| Stop on track |

| Unknown route-map component "CONTgq" | Unknown route-map component "KRZo" | Unknown route-map component "CONTfq" |

|  | Unknown route-map component "ABZg+l" | Unknown route-map component "CONTfq" |

| Stop on track |

| Station on track |

|  | Unknown route-map component "ABZgl" | Unknown route-map component "CONTfq" |

| Stop on track |

| Stop on track |

| Station on track |

| Unknown route-map component "tSTRa" |

| Unknown route-map component "tSTRe" |

| Station on track |

| Unknown route-map component "SKRZ-Au" |

| Station on track |

| Unknown route-map component "tSTRa" |

| Unknown route-map component "tSTRe" |

| Station on track |

| Unknown route-map component "tSTRa" |

| Unknown route-map component "tGIPl" |

| Unknown route-map component "exlBHF" + Unknown route-map component "tBST" |

| Unknown route-map component "tSTR+GRZq" |

| Unknown route-map component "tSTRe" |

| Station on track |

| Station on track |

| Unknown route-map component "CONTgq" | Unknown route-map component "SPLag+r" |  |

| Unknown route-map component "vBHF" |

| Unknown route-map component "vHST-STR" |

| Unknown route-map component "vHST-STR" |

| Unknown route-map component "vSKRZ-Au" |

| Unknown route-map component "vHST-STR" |

| Unknown route-map component "vBHF" |

| Unknown route-map component "vHST-STR" |

|  | Unknown route-map component "vSTR-ABZg+l" | Unknown route-map component "CONTfq" |

| Unknown route-map component "vBHF" |

| Unknown route-map component "SPLe" |

| Unknown route-map component "CONTgq" | Junction both to and from right |  |

| Station on track |

|  | Junction both to and from left | Unknown route-map component "CONTfq" |

| End station |

### Impatto della nuova linea
La linea nasceva subito "moderna", a doppio binario con trazione elettrica, curve ampie e ben raccordate. Rispetto alla Porrettana il percorso si era accorciato da 131 a 97 chilometri, anche perché era stata tagliata fuori Pistoia, la pendenza massima scendeva dal 26 al 12 per mille, la quota di valico si abbassava da 616 a 323 metri, la velocità massima saliva da 75 a 180 km/h.
Il tempo di percorrenza tra Bologna e Firenze, che dalle 5 ore del 1864 si era ridotto a 3 ore nel primo dopoguerra e nel 1927 con l'elettrificazione della Porrettana a 2:30, con la nuova linea direttissima si dimezzava di colpo a 1:15. Dopo l'ulteriore immissione in servizio di materiale rotabile più potente e veloce il tempo di percorrenza si ridusse a 55 minuti.
Con l'apertura nel 2009 della tratta ad alta velocità realizzata quasi totalmente in galleria, affiancando il percorso della direttissima e abbassando ulteriormente i tempi di percorrenza fino a 37 minuti, la linea ha perso il primato di ferrovia principale nei collegamenti tra Bologna e Firenze, pur rimanendo un percorso importante di collegamento tra Bologna e Prato. La linea svolge inoltre un servizio importante per i comuni delle vallate del Setta e del Savena nell'ambito del progetto di Servizio Ferroviario Metropolitano di Bologna: a tale scopo sono state attivate negli ultimi anni le fermate di Bologna San Vitale, Bologna Mazzini, Rastignano e Musiano-Pian di Macina.

### Percorso
La linea presenta le seguenti pendenze partendo da Bologna:
- tra Bologna Centrale e il Bivio Crociali è del 9‰;
- tra il Bivio Crociali e la stazione di Bologna San Ruffillo è dell'11‰;
- tra Bologna San Ruffillo e la stazione di Pianoro è dell'11‰;
- tra Pianoro e Monzuno-Vado è del 12‰;
- tra la stazione di Monzuno-Vado e quella di Grizzana è del 12‰;
- tra Grizzana e San Benedetto Val di Sambro è del 12‰;
- tra San Benedetto Val di Sambro e il culmine della linea è del 3‰;
- tra il posto di comunicazione di Precedenze e la stazione di Vernio-Montepiano-Cantagallo è del 6‰;
- tra la stazione di Vernio-Montepiano-Cantagallo e l'impianto di Vaiano è del 12‰;
- tra la stazione di Vaiano e quella di Prato Centrale è del 12‰.

Si congiunge con la ferrovia Bologna-Portomaggiore e la ferrovia Adriatica al km 96+578 presso la Cabina B, con la linea Bologna-Firenze (AV) a Bologna San Ruffillo e con la ferrovia Maria Antonia a Prato Centrale.

## Movimento
Sono presenti sulla linea sia treni passeggeri che svolgono servizio regionale, sia treni a lunga percorrenza di categoria InterCity.
I treni regionali sono svolti da Trenitalia e Trenitalia Tper sulle relazioni Bologna-Firenze, Bologna-Prato, Bologna-San Benedetto Sambro e Porretta Terme/Marzabotto-Bologna-Pianoro.